# Замок Баллили
Замок Баллили (англ. Ballylee Castle) — средневековая ирландская каменная крепость XIII века. В графстве Голуэй находится множество подобных квадратных башен, это здание — одно из них. Замок располагается в очень красивом природном окружении позади рыбной речки, долгое время он был домом поэта Йейтса.

## История замка
В 1929 году, когда семья Йейтсов переехала сюда, крепость находилась в запустении, но в 1965 году была восстановлена как «Башня Йейтса» и впоследствии стала музеем, сохранив интересную коллекцию первых изданий, а также предметы мебели поэта.
Прилегающий коттедж использовался как чайная комната и магазин. Башня была оснащена звуковой системой, поэтому заранее записанный комментарий может быть прослушан при помощи нажатия одной кнопки. Помимо этого, часть пола была адаптирована к воспроизведению аудиовизуальной презентации, посвященной годам жизни здесь Йейтса. Остальная часть истории башни чаще всего игнорируется.
Строение датируется тринадцатым веком, оно было куплен Йейтсом за символичную сумму в 1917 году. Оригинальные укрепления были возведены семьей Де Бурго, которая упрочилась в Коннахте после 1200 года.
Поэт Уильям Йейтс был так зачарован замком, что не только купил, но затем и восстановил его. На двенадцать лет это место стало летним домом поэта, который находил его «столь полным истории и романтики», что был вдохновлен на написание «Извилистой лестницы» и «Башенных поэм». Он однажды сказал: «Уходить отсюда — оставлять прекрасное позади», и в письме Оливии Шекспир написал: «Мы в нашей Башне, и я сейчас пишу стихи, как я всегда делаю здесь это, и, как это всегда происходит, без разницы, как я начну, любовь к поэзии приходит прежде, чем я закончу их».
Замок изначально принадлежал одному из септов Бурке, главным образом формирующих часть больших владений эрлов Кланрикарда. Замок имеет четыре этажа, оригинальные окна сохранились до сих пор в верхней части, хотя Йейтс и его архитектор профессор Уильям А. Скотт установили более широкие окна на нижних этажах. Обстановка первого этажа была описана Йейтсом как «наиприятнейшая комната, которую я когда-либо видел, великолепное широкое окно с видом на реку и округлая арочная дверь, ведущая к холлу, крытому соломой». Ему также понравилась стенная лестница, символично описанная как «Эта извилистая, кружащаяся, скачущая лестница напоминает мое фамильное древо».
Замок Баллили был заброшен и начал разрушаться в начале 1930-х. К столетней годовщине рождения поэта в 1965 здание было восстановлено так, чтобы оно представлялось таким, каким оно было при жизни Йейтса. Также крепость размещает справочный центр по его жизни и творчеству.
Чтобы не было забыто, что это место однажды было домом поэта, на стене висит табличка, служащая напоминанием его пребывания здесь, на которой написано:
I, the poet William Yeats,
With old mill boards and sea-green slates,
And smithy work from the Gort forge,
Restored this tower for my wife George;
And may these characters remain
When all is ruin once again.Йейтс, Уильям Батлер